# Johann Kux
Johann Kux (* 20. Januar 1861 in Meedl, Mähren; † 12. August 1940 in Olmütz) war ein österreichisch-tschechischer Mediziner und Lokalhistoriker.
Er studierte an der Universität Wien Medizin und wurde dort 1887 zum Dr. med. promoviert. Ab 1888 war er als Distrikt-, Stadt- und Gutsarzt in Littau tätig, ab 1902 war er als Stadtarchivar und Kustos der städtischen historischen und Kunstsammlungen in Olmütz und als Stadtarzt tätig. 1919 trat er in den Ruhestand.
Er publizierte zur Geschichte des deutschen Mährens und vor allem von Olmütz und seiner Umgebung.

## Veröffentlichungen (Auswahl)
- Chronik des Kirchensprengels Meedl. Littau 1890,
- Geschichte von Mährisch-Aussee 1250–1918. [Olmütz] [nach 1920]
- Geschichte der königl. Stadt Mährisch-Neustadt: zu deren 700-Jahr-Feier der Verleihung deutschen Rechtes. Verlag der Stadtgemeinde, Mährisch Neustadt 1923.
- Geschichte der königlichen Hauptstadt Olmütz bis zum Umsturz 1918. Reichenberg 1937.
- Die deutschen Siedlungen um Olmütz. Ein volksbodengeschichtliches Quellenwerk bis 1918. Olmütz 1943.